# Quercus podophylla
Quercus podophylla är en bokväxtart som beskrevs av William Trelease. Quercus podophylla ingår i släktet ekar, och familjen bokväxter.
Artens utbredningsområde är North Carolina. Inga underarter finns listade.